# Thibaut Van Acker
Thibaut Van Acker, né le 21 novembre 1991 à Merendree dans la province de Flandre-Orientale, est un footballeur belge qui joue comme milieu de terrain au Club NXT.
Formé au Club Bruges KV, il commence sa carrière professionnelle en équipe première le 28 octobre 2009 en Coupe de Belgique contre le Vigor Hamme. De 2010 à 2012, il est également international espoirs.

## Biographie

### En club
Thibaut Van Acker rejoint le Club Bruges KV dès l'âge de six ans, en 1997. Il évolue dans les différentes catégories de jeunes dans ce club et intègre ensuite le noyau des espoirs. À partir de l'année 2009, il est appelé régulièrement avec le noyau de l'équipe première. Ses prestations en espoirs et son bon premier match officiel en Coupe de Belgique le 28 octobre 2009 pousse la direction à lui offrir un premier contrat professionnel, qu'il signe le 3 novembre 2009. Deux jours plus tard, il effectue son premier déplacement européen lors d'un match de Ligue Europa au Partizan Belgrade, sans toutefois participer à la victoire du club. Régulièrement repris dans les 18 joueurs inscrits sur la feuille de match, il ne dispute qu'un autre match cette saison, toujours en Coupe, face à La Gantoise, qui se solde par une défaite.
Lors de la saison 2010-2011, Thibaut Van Acker est souvent réserviste. Il fête ses débuts en championnat, et sa première titularisation, le 26 décembre 2010, de nouveau face à La Gantoise. À nouveau remplaçant jusqu'en fin de saison, il dispute les trois derniers matches des « Play-offs 1 » en tant que titulaire.
Au début de la saison suivante, Van Acker prolonge son contrat et fait ses débuts européens lors du déplacement au Qarabağ Ağdam, en match retour du troisième tour préliminaire de Ligue Europa. Considéré comme un « joker » par l'entraîneur Adrie Koster, son remplacement par Christoph Daum le relègue sur le banc voire en équipe réserves. Néanmoins, à la suite des blessures de joueurs importants en milieu de terrain, il retrouve une place de titulaire dans l'entrejeu brugeois au début de l'année 2012. Toutefois, en fin de saison et durant les play-offs, il doit retourner sur le banc après les guérisons de ses coéquipiers.
Durant le « mercato » estival, il est approché par La Gantoise qui voit en lui le remplaçant de Jesper Jørgensen, transféré à Bruges en juin mais Thibaut Van Acker décide de rester fidèle au « Club », malgré l'arrivée de Georges Leekens comme entraîneur qui lui préfère d'autres joueurs en milieu de terrain. Il participe à seulement sept rencontres lors du premier tour du championnat, dont trois comme titulaire. Considéré comme inutile par le nouvel entraîneur Juan Carlos Garrido, il est prêté en janvier 2013 au Beerschot AC jusqu'au terme de la saison. De retour de prêt, il est autorisé à quitter le club gratuitement et rejoint le rival du Cercle de Bruges le 14 juin 2013, où il signe un contrat de trois ans. À l'issue de son contrat en juin 2016, il rejoint le KSV Roulers.
En juin 2024, Thibaut Van Acker s'engage pour deux saisons avec le KMSK Deinze.

## Statistiques

### En club
| Saison                | Club                  | Championnat           | Championnat | Championnat | Championnat | Coupe(s) nationale(s) | Coupe(s) nationale(s) | Coupe(s) nationale(s) | Compétition(s) continentale(s) | Compétition(s) continentale(s) | Compétition(s) continentale(s) | Compétition(s) continentale(s) | Autres compétitions | Autres compétitions | Autres compétitions | Autres compétitions | Total | Total | Total |
| Saison                | Club                  | Division              | M.          | B.          | P.d.        | M.                    | B.                    | P.d.                  | Comp.                          | M.                             | B.                             | P.d.                           | Comp.               | M.                  | B.                  | P.d.                | M.    | B.    | P.d.  |
| 2009-2010             | Club Bruges KV        | Division 1            | 0           | 0           | 0           | 2                     | 0                     | 0                     | C3                             | 0                              | 0                              | 0                              | PO1                 | 0                   | 0                   | 0                   | 2     | 0     | 0     |
| 2010-2011             | Club Bruges KV        | Division 1            | 4           | 0           | 0           | 1                     | 0                     | 0                     | C3                             | 0                              | 0                              | 0                              | PO1                 | 4                   | 0                   | 0                   | 9     | 0     | 0     |
| 2011-2012             | Club Bruges KV        | Division 1            | 14          | 0           | 0           | 2                     | 0                     | 0                     | C3                             | 6                              | 0                              | 0                              | PO1                 | 4                   | 0                   | 1                   | 26    | 0     | 1     |
| 2012-2013             | Club Bruges KV        | Division 1            | 9           | 0           | 0           | 1                     | 0                     | 0                     | C1+C3                          | 1+4                            | 0+0                            | 0+0                            | PO1                 | -                   | -                   | -                   | 15    | 0     | 0     |
| 2012-2013             | Beerschot AC (prêt)   | Division 1            | 7           | 0           | 0           | -                     | -                     | -                     | -                              | -                              | -                              | -                              | PO3                 | 4                   | 0                   | 0                   | 11    | 0     | 0     |
| Sous-total            | Sous-total            | Sous-total            | 34          | 0           | 0           | 6                     | 0                     | 0                     | -                              | 11                             | 0                              | 0                              | -                   | 12                  | 0                   | 1                   | 63    | 0     | 1     |
| 2013-2014             | Cercle Bruges KSV     | Division 1            | 27          | 2           | 1           | 4                     | 0                     | 0                     | -                              | -                              | -                              | -                              | PO2                 | 4                   | 0                   | 1                   | 35    | 2     | 2     |
| 2014-2015             | Cercle Bruges KSV     | Division 1            | 25          | 1           | 0           | 3                     | 0                     | 0                     | -                              | -                              | -                              | -                              | PO3                 | 2                   | 0                   | 0                   | 30    | 1     | 0     |
| 2015-2016             | Cercle Bruges KSV     | Division 2            | 31          | 2           | 0           | 1                     | 0                     | 0                     | -                              | -                              | -                              | -                              | -                   | -                   | -                   | -                   | 32    | 2     | 0     |
| Sous-total            | Sous-total            | Sous-total            | 83          | 5           | 1           | 8                     | 0                     | 0                     | -                              | -                              | -                              | -                              | -                   | 6                   | 0                   | 1                   | 97    | 5     | 2     |
| 2016-2017             | KSV Roulers           | Division 1B           | 23          | 1           | 0           | 0                     | 0                     | 0                     | -                              | -                              | -                              | -                              | BT+PO2              | 0+8                 | 0+1                 | 0+0                 | 31    | 2     | 0     |
| 2017-2018             | KSV Roulers           | Division 1B           | 26          | 3           | 2           | 2                     | 0                     | 0                     | -                              | -                              | -                              | -                              | PO3                 | 5                   | 0                   | 0                   | 33    | 3     | 2     |
| 2018-2019             | KSV Roulers           | Division 1B           | 21          | 4           | 1           | -                     | -                     | -                     | -                              | -                              | -                              | -                              | PO3                 | 4                   | 0                   | 0                   | 25    | 4     | 1     |
| Sous-total            | Sous-total            | Sous-total            | 70          | 8           | 3           | 2                     | 0                     | 0                     | -                              | -                              | -                              | -                              | -                   | 17                  | 1                   | 0                   | 89    | 9     | 3     |
| 2019-2020             | MVV Maastricht        | Eerste Divisie        | 24          | 0           | 0           | 1                     | 0                     | 0                     | -                              | -                              | -                              | -                              | -                   | -                   | -                   | -                   | 25    | 0     | 0     |
| 2020-2021             | MVV Maastricht        | Eerste Divisie        | 35          | 1           | 1           | 1                     | 0                     | 1                     | -                              | -                              | -                              | -                              | -                   | -                   | -                   | -                   | 36    | 1     | 2     |
| Sous-total            | Sous-total            | Sous-total            | 59          | 1           | 1           | 2                     | 0                     | 1                     | -                              | -                              | -                              | -                              | -                   | -                   | -                   | -                   | 61    | 1     | 2     |
| 2021-2022             | Lierse Kempenzonen    | Division 1B           | 27          | 5           | 1           | 2                     | 1                     | 0                     | -                              | -                              | -                              | -                              | -                   | -                   | -                   | -                   | 29    | 6     | 1     |
| 2022-2023             | Lierse Kempenzonen    | Division 1B           | 22          | 10          | 1           | 2                     | 1                     | 0                     | -                              | -                              | -                              | -                              | PO                  | 10                  | 3                   | 1                   | 34    | 14    | 2     |
| 2023-2024             | Lierse Kempenzonen    | Division 1B           | 29          | 9           | 4           | 2                     | 2                     | 0                     | -                              | -                              | -                              | -                              | -                   | -                   | -                   | -                   | 31    | 11    | 4     |
| Sous-total            | Sous-total            | Sous-total            | 78          | 24          | 6           | 6                     | 4                     | 0                     | -                              | -                              | -                              | -                              | -                   | 10                  | 3                   | 1                   | 94    | 31    | 7     |
| 2024-2025             | KMSK Deinze           | Division 1B           | 11          | 1           | 0           | 2                     | 0                     | 0                     | -                              | -                              | -                              | -                              | -                   | -                   | -                   | -                   | 13    | 1     | 0     |
| 2024-2025             | Club NXT              | Division 1B           | 6           | 0           | 0           | -                     | -                     | -                     | -                              | -                              | -                              | -                              | -                   | -                   | -                   | -                   | 6     | 0     | 0     |
| Total sur la carrière | Total sur la carrière | Total sur la carrière | 341         | 39          | 11          | 26                    | 4                     | 1                     | -                              | 11                             | 0                              | 0                              | -                   | 45                  | 4                   | 3                   | 423   | 47    | 15    |